# Rafael Compta
Rafael Compta Batllés (Vic, 1755 – No se sap si va morir a Vic o a Girona, 5 d'agost de 1815) va ser un mestre de capella destacat per les seves composicions a la Catedral de Girona, on va ordenar-se sacerdot. Durant vuit anys va restar com a escolà a la catedral de Vic. Seguidament va estudiar composició i es va perfeccionar com a violinista a Barcelona. Després d'estudiar teologia va fer oposicions per les places de mestre de capella a València, Valladolid, de l'església parroquial de Santa Maria del Pi de Barcelona, on va ser violinista, i també va ser sotsmestre de capella de la seu barcelonina.
El 17 de març de 1794 ingressà a la catedral de Girona, substituint Josep Pons, càrrec que conservà fins a la seva mort, i on es concentra gran part de la seva obra compositiva. Durant el seu càrrec com a mestre de capella s'encarregava bàsicament d'ensenyar els escolans i presidir els actes de les oposicions. El 16 de juliol de 1797 va cantar la seva primera missa a Vic. Va col·laborar amb joves músics vigatans portant-los a Girona.
El 2 de març de 1814 va arribar Ferran VII a Girona, i el vigatà va estrenar la seva obra Te Deum per vuit veus, dos corals i orquestra. Entre les obres que es conserven, en trobem vuitanta-cinc a l'Arxiu Capitular de Girona, una obra a la Biblioteca de Catalunya (una cantata) i un petit fragment de simfonia a l'Arxiu Diocesà de Girona.
Les obres que es conserven a l'Arxiu Capitular són de caràcter litúrgic i paralitúrgic en llengua vernacle, de les quals destaquen trenta-tres goigs i vint-i-un villancets. Entre les altres obres trobem dues misses, un Magnificat, un Te Deum, dos motets, rosaris i un Rondó amb violins i fagot, que és l'única obra profana que es conserva. Les seves obres solen constar d'una plantilla instrumental constituïda per a corda i vent amb reforç del contrabaix, seguint l'estètica europea de l'època.
L'any 1815 va acabar morint degut a la seva mala salut.
El seu germà, Pere Antoni Compta Batllés (Vic, ca 1759 - Segòvia, 17 de juny del 1818), va ser mestre de capella de la catedral de Segòvia a partir de 1793.